# Lekkoatletyka na Letnich Igrzyskach Olimpijskich 1992 – rzut oszczepem mężczyzn
Rzut oszczepem mężczyzn podczas XXV Letnich Igrzysk Olimpijskich w Barcelonie rozegrano 7 (kwalifikacje) i 8 sierpnia 1992 (finał) na Estadi Olímpic de Montjuïc. Zwycięzcą został reprezentant Czechosłowacji Jan Železný, który w finale ustanowił nowy rekord olimpijski z wynikiem 89,66 m.

## Rekordy

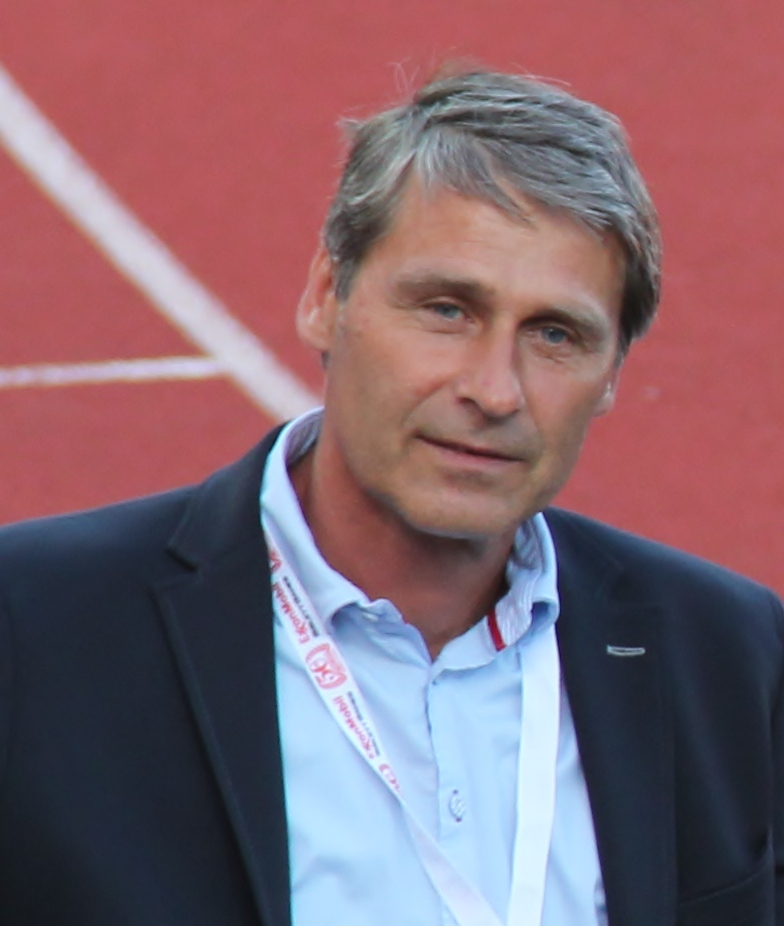
Jan Železný

|                   | Zawodnik      | Narodowość      | Wynik | Data                  | Miejsce          |
| ----------------- | ------------- | --------------- | ----- | --------------------- | ---------------- |
| Rekord świata     | Steve Backley | Wielka Brytania | 91,46 | 25 stycznia 1992(dts) | North Shore City |
| Rekord olimpijski | Jan Železný   | Czechosłowacja  | 85,90 | 24 września 1988(dts) | Seul             |

## Wyniki
| Poz. - pozycja |
| – rekord świata \| – rekord krajowy \| – rekord życiowy \| = – wyrównany rekord życiowy \| · – najlepszy wynik w sezonie \| = – wyrównany najlepszy wynik w sezonie \| – rekord olimpijski |
| Fn – falstart \| DNF – nie ukończył \| DNS – nie wystartował \| DSQ – zdyskwalifikowany |

### Kwalifikacje
Do finału awansowali zawodnicy, którzy osiągnęli minimum 80,00 m (Q), względnie 12 najlepszych (gdyby mniej niż 12 zawodników osiągnęło minimum). Oszczepnicy startowali w dwóch grupach (A i B).
| Poz. | Grupa | Zawodnik                     | Reprezentacja     | Próby  | Próby | Próby | Wynik  | Uwagi |
| Poz. | Grupa | Zawodnik                     | Reprezentacja     | 1      | 2     | 3     | Wynik  | Uwagi |
| ---- | ----- | ---------------------------- | ----------------- | ------ | ----- | ----- | ------ | ----- |
| 1.   | A     | Jan Železný                  | Czechosłowacja    | 83,96  | –     | –     | 83,96  | Q     |
| 2.   | A     | Tom Pukstys                  | Stany Zjednoczone | 74,30  | 81,16 | –     | 81,16  | Q     |
| 3.   | B     | Volker Hadwich               | Niemcy            | 81,10  | –     | –     | 81,10  | Q     |
| 4.   | A     | Gavin Lovegrove              | Nowa Zelandia     | 76,28  | x     | 81,04 | 81,04  | Q     |
| 5.   | B     | Steve Backley                | Wielka Brytania   | 79,36  | 80,76 | –     | 80,76  | Q     |
| 6.   | B     | Seppo Räty                   | Finlandia         | 78,96  | 80,24 | –     | 80,24  | Q     |
| 7.   | B     | Kimmo Kinnunen               | Finlandia         | 80,22  | –     | –     | 80,22  | Q     |
| 7.   | B     | Andriej Szewczuk             | WNP               | 80,22  | –     | –     | 80,22  | Q     |
| 9.   | A     | Juha Laukkanen               | Finlandia         | x      | 77,14 | 79,78 | 79,78  | q     |
| 10.  | A     | Mick Hill                    | Wielka Brytania   | 76,30  | 76,76 | 79,66 | 79,66  | q     |
| 11.  | A     | Sigurður Einarsson           | Islandia          | 76,06  | 77,02 | 79,50 | 79,50  | q     |
| 12.  | B     | Mike Barnett                 | Stany Zjednoczone | 77,08  | 79,14 | 75,34 | 79,14  | q     |
| 13.  | A     | Wiktor Zajcew                | WNP               | 75,24  | x     | 79,12 | 79,12  |       |
| 14.  | B     | Einar Vilhjálmsson           | Islandia          | 76,18  | 76,82 | 78,70 | 78,70  |       |
| 15.  | B     | Dag Wennlund                 | Szwecja           | 76,28  | 77,70 | 77,88 | 77,88  |       |
| 16.  | A     | Patrik Bodén                 | Szwecja           | 75,78  | x     | 77,70 | 77,70  |       |
| 17.  | A     | Ivan Mustapić                | Chorwacja         | 75,66  | 77,50 | x     | 77,50  |       |
| 18.  | B     | Dmitrij Poljunin             | WNP               | x      | 75,70 | 76,40 | 76,40  |       |
| 19.  | B     | Mārcis Štrobinders           | Łotwa             | 73,76  | x     | 76,32 | 76,32  |       |
| 20.  | A     | Julián Sotelo                | Hiszpania         | x      | 75,34 | 72,98 | 75,34  |       |
| 21.  | A     | Brian Crouser                | Stany Zjednoczone | 71,42  | 74,28 | x     | 74,28  |       |
| 22.  | B     | Peter Borglund               | Szwecja           | 71,38  | 74,72 | 72,70 | 74,72  |       |
| 23.  | B     | Masami Yoshida               | Japonia           | 71,66  | 73,68 | 73,88 | 73,88  |       |
| 24.  | B     | Vadim Bavikin                | Izrael            | 73,88' | x     | 73,24 | 73,88' |       |
| 25.  | A     | Zhang Lianbiao               | Chiny             | 70,84  | 73,86 | 73,68 | 73,86  |       |
| 26.  | A     | Nigel Bevan                  | Wielka Brytania   | x      | 73,78 | x     | 73,78  |       |
| 27.  | A     | Terry McHugh                 | Irlandia          | 70,76  | 73,26 | x     | 73,26  |       |
| 28.  | A     | Kim Ki-hoon                  | Korea Południowa  | 72,68  | 69,30 | 68,26 | 72,68  |       |
| 29.  | A     | Stephen Feraday              | Kanada            | 70,94  | x     | x     | 70,94  |       |
| 30.  | B     | Nery Kennedy                 | Paragwaj          | 65,00  | 55,10 | 59,34 | 65,00  |       |
| 31.  | A     | Youssef Ali Nesaif Boukhamas | Bahrajn           | 55,24  | 53,80 | 52,30 | 55,24  |       |
| –    | B     | Ghanem Zaid                  | Kuwejt            | x      | x     | x     | NM     |       |

### Finał
| Poz. | Zawodnik           | Reprezentacja     | Próby | Próby | Próby | Próby  | Próby | Próby | Wynik | Uwagi |
| Poz. | Zawodnik           | Reprezentacja     | 1     | 2     | 3     | 4      | 5     | 6     | Wynik | Uwagi |
| ---- | ------------------ | ----------------- | ----- | ----- | ----- | ------ | ----- | ----- | ----- | ----- |
| 01 ! | Jan Železný        | Czechosłowacja    | 89,66 | x     | x     | 88,18  | 86,28 | x     | 89,66 | [ 1 ] |
| 02 ! | Seppo Räty         | Finlandia         | 78,50 | 86,60 | 81,44 | 82,22  | x     | x     | 86,60 |       |
| 03 ! | Steve Backley      | Wielka Brytania   | 82,44 | 82,02 | 79,46 | 83,38  | 78,32 | 79,86 | 83,38 |       |
| 4.   | Kimmo Kinnunen     | Finlandia         | x     | 82,62 | x     | x      | x     | x     | 82,62 |       |
| 5.   | Sigurður Einarsson | Islandia          | 79,52 | 75,02 | 77,96 | x      | x     | 80,34 | 80,34 |       |
| 6.   | Juha Laukkanen     | Finlandia         | 77,44 | x     | 74,56 | 76,92  | 79,20 | 78,46 | 79,20 |       |
| 7.   | Mike Barnett       | Stany Zjednoczone | 78,64 | 78,58 | x     | 77,70} | 74,12 | x     | 78,64 |       |
| 8.   | Andriej Szewczuk   | WNP               | 77,00 | x     | 77,74 | x      | x     | 73,42 | 77,74 |       |
| 9.   | Gavin Lovegrove    | Nowa Zelandia     | 74,46 | 77,08 | 76,78 | NQ     | NQ    | NQ    | 77,08 |       |
| 10.  | Tom Pukstys        | Stany Zjednoczone | 76,72 | x     | 72,12 | NQ     | NQ    | NQ    | 76,72 |       |
| 11.  | Mick Hill          | Wielka Brytania   | 75,50 | x     | 72,02 | NQ     | NQ    | NQ    | 75,50 |       |
| 12.  | Volker Hadwich     | Niemcy            | 75,28 | 72,98 | 70,12 | NQ     | NQ    | NQ    | 75,28 |       |